# Joachim Heydgen
Joachim Heydgen (* 23. August 1963) ist ein ehemaliger deutscher Mittelstreckenläufer, der sich auf die 800-Meter-Distanz spezialisiert hatte.
Bei den Deutschen Hallenmeisterschaften wurde er 1987 Dritter und 1988 sowie 1989 Zweiter.
Bei den Leichtathletik-Halleneuropameisterschaften 1988 in Budapest erreichte er das Halbfinale. 1989 gewann er Bronze bei den Halleneuropameisterschaften in Den Haag und schied bei den Hallenweltmeisterschaften in Budapest im Halbfinale aus.
Joachim Heydgen startete für den Turnerbund Emmendingen.

## Persönliche Bestzeiten
- 800 m: 1:47,72 min, 13. August 1987, Koblenz
  - Halle: 1:47,95 min, 20. Februar 1988, Dortmund
- 1000 m: 2:21,5 min, 3. Juli 1987, Staufen im Breisgau